# Calathea concolor
Calathea concolor är en strimbladsväxtart som beskrevs av August Wilhelm Eichler och Otto Georg Petersen. Calathea concolor ingår i släktet Calathea och familjen strimbladsväxter. Inga underarter finns listade.